# Новосёловка (Старобельский район)
Новосёловка (укр. Новоселівка) — село в Старобельском районе Луганской области Украины.
Население по переписи 2001 года составляло 459 человек. Почтовый индекс — 92751. Телефонный код — 6461.
Занимает площадь 0,888 км².
В селе имеются залежи глины (белой, красной, голубой, огнеупорной). Ранее действовал кирпичный завод.